# Време забаве
Време забаве је био српски часопис за популарну културу. 

## Историја
Време забаве покренула је 1993. године новинска кућа Време. Главни и одговорни уредник часописа био је новинар и музички критичар Петар Луковић. Први број изашао је јуна 1993. године по цени од 2.000.000 динара, око 100 динара данашњих. Последњи, 31. број, изашао је у јуну 1996. године. 